# Santa Maria de Juegues
Santa Maria de Juegues, actualment conegut com a la Mare de Déu de Juegues, fou l'església romànica del lloc de Juegues, en el terme rossellonès de Torrelles de la Salanca.

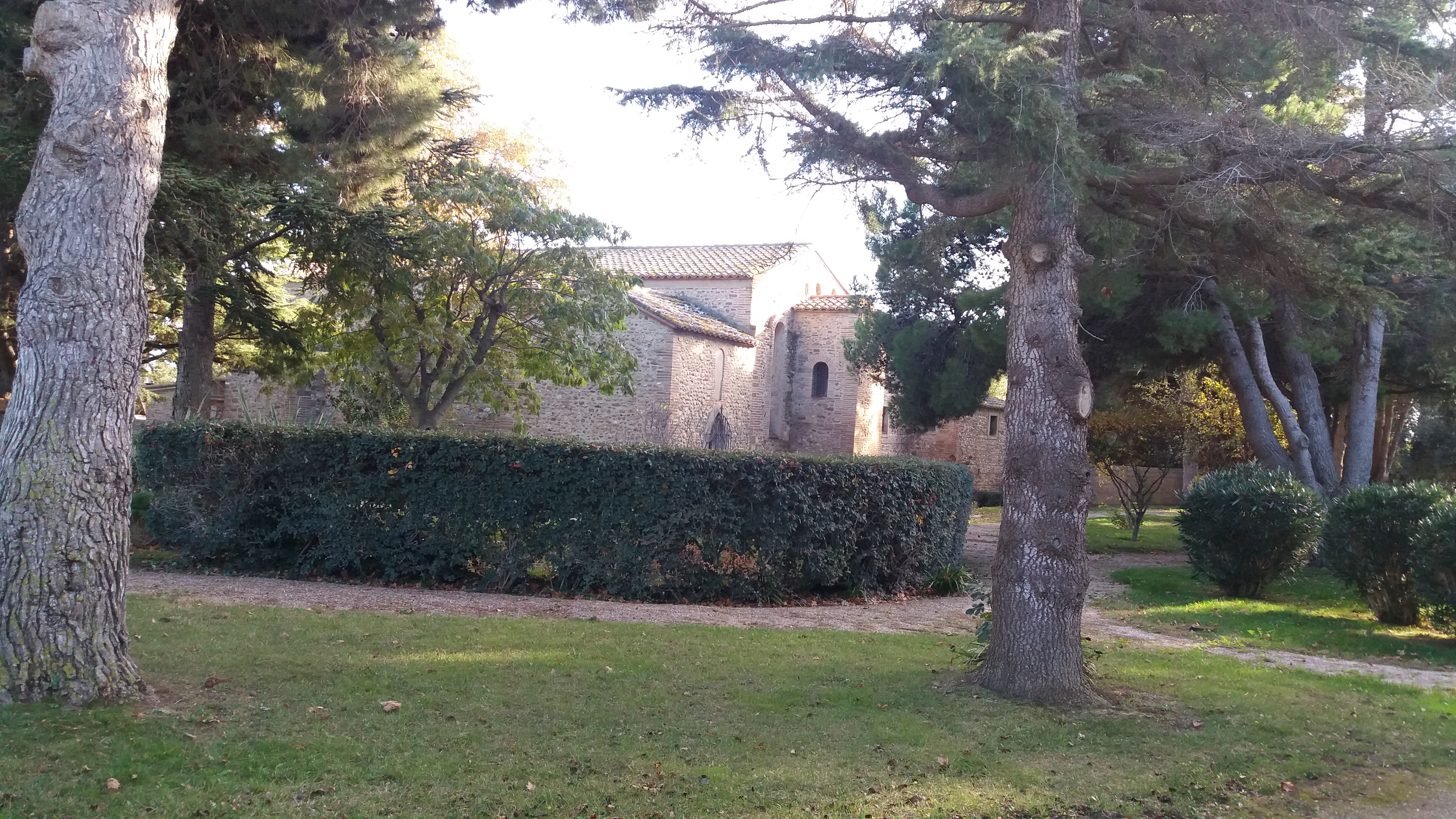
Part nord-occidental de la capella

Actualment subsisteix en forma de santuari, a la dreta de l'Aglí i al nord-oest del poble de Torrelles. No conserva res del parament primitiu romànic. Es troba en el lloc on hi hagué la Mota de Juegues.

## Història
Esmentada des del 1089, els segles xvi-xvii fou totalment refeta com a ermita. Actualment és un santuari en el qual no queda res dels paraments d'època romànica.